# David Douděra
David Douděra (* 31. Mai 1998 in Brandýs nad Labem-Stará Boleslav) ist ein tschechischer Fußballspieler.

## Karriere

### Verein
Nachdem er in seiner Jugend für den SC Xaverov Horní Počernice, den FK Viktoria Žižkov und den FK Meteor Praha spielte, schloss er sich im Jahr 2014 der Jugend des FK Dukla Prag an und wurde dort zur Saison 2017/18 in den Kader der B-Mannschaft aufgenommen. Bereits am 23. September 2017 hatte er sein Debüt in der ersten Mannschaft bei einer 0:3-Niederlage gegen Sigma Olmütz. Ab Anfang 2018 gehörte er fest zur ersten Mannschaft, half aber noch gelegentlich in der B-Mannschaft aus. Für eine geringe Ablösesumme wechselte er schließlich kurz vor dem Abstieg seiner Mannschaft zum FK Mladá Boleslav, wo er nun wieder in der ersten Liga spielen konnte. Seit der Saison 2022/23 steht er bei Slavia Prag unter Vertrag, wo er gleich in seiner ersten Saison die Meisterschaft gewann.

### Nationalmannschaft
Mit der tschechischen U20-Nationalmannschaft bestritt er im Jahr 2018 einige Einsätze in der Under 20 Elite League. Im folgenden Jahr kam er auch für die U21 in einige Freundschaftsspiele zum Einsatz.
Sein Debüt für im Trikot der A-Nationalmannschaft hatte er am 24. März 2023, als er bei einem 3:1-Sieg über Polen in der Qualifikation für die Europameisterschaft 2024 in der 71. Minute für Vladimír Coufal eingewechselt wurde. In den Monaten danach kam er noch zu weiteren Einsätzen in dieser Qualifikationsphase.

## Privates
Douděras Bruder Martin ist ebenfalls Fußballprofi und steht derzeit bei Dukla Prag unter Vertrag. Sein Cousin Lukáš Červ spielt als Mittelfeldspieler bei Viktoria Pilsen.